# The Color Morale
I The Color Morale sono un gruppo musicale statunitense formatosi nel 2007 a Rockford, nell'Illinois.

## Formazione

### Formazione attuale
- Garret Rapp – voce (2007-presente)
- Devin King – chitarra solista (2012-presente)
- Aaron Saunders – chitarra ritmica, voce secondaria (2012-presente)
- Mike Honson – basso, cori (2013-presente)
- Steve Carey – batteria, percussioni (2007-presente)

### Ex componenti
- Ramon Mendoza – chitarra solista (2007-2012)
- Ryan Pulice – basso (2011-2012)
- Justin Hieser – basso, chitarra ritmica, voce secondaria (2007-2012)
- John Bross – chitarra ritmica (2007-2011)
- Anthony Wick – basso (2011)
- Ricky Thomas – basso (2013)

### Turnisti
- Anthony Wick – basso (2011)
- Ricky Thomas – basso (2013)

## Discografia

### Album in studio
| Anno | Titolo                | Classifiche | Classifiche     | Classifiche     | Classifiche | Classifiche   |
| Anno | Titolo                | USA         | USA Independent | USA Alternative | USA Rock    | USA Hard Rock |
| ---- | --------------------- | ----------- | --------------- | --------------- | ----------- | ------------- |
| 2009 | We All Have Demons    | —           | —               | —               | —           | —             |
| 2011 | My Devil in Your Eyes | —           | 44              | —               | —           | 19            |
| 2013 | Know Hope             | 106         | 22              | 19              | 32          | 8             |
| 2014 | Hold On Pain Ends     | 28          | 6               | 2               | 5           | 1             |
| 2016 | Desolate Divine       | 155         | —               | 13              | 17          | 6             |

### Raccolte
- 2016 – We All Have Demons/My Devil in Your Eyes/Know Hope

### Singoli
- 2011 – Human(s)being
- 2013 – Learned Behavior
- 2013 – Strange Comfort
- 2014 – Outer Demons
- 2014 – Suicide; Stigma (feat. Dave Stephens)
- 2014 – Damnaged
- 2016 – Walls